# 길리 슈트

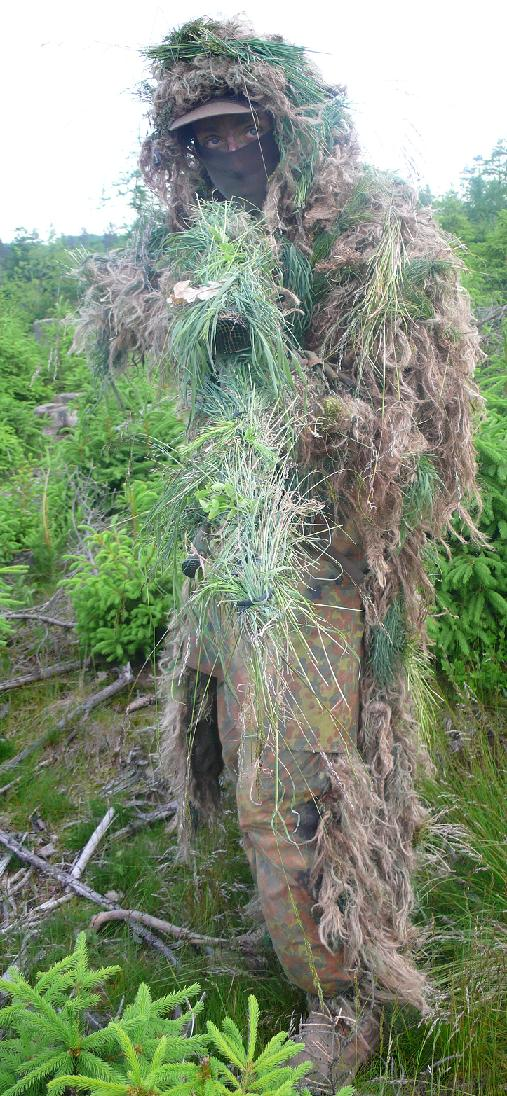
독일 저격수의 길리 슈트

길리 슈트(영어: ghillie suit, yowie suit, camo tent)는 자신의 몸을 보호 또는 은신시키기 위해 나뭇잎 같은 자연에서 얻을 수 있는 것을 이용하여 의류에 붙이는 것을 말한다. 흔히 저격수들이 이 옷을 입는다. 또 환경에 따라서 추가해야 할 것들도 필요하다. 원래 1차 세계 대전 때 공식적으로 등장하였는데, 먼저 사용한 것은 저격수를 먼저 배치하고, 가장 많은 수를 훈련시킨 독일이 아닌, 영국이었다. 영국군 보병들이 전선에서 매복한 독일군의 저격수들에게 계속 희생당하자, 영국군 야전사령부는 본국에 의뢰. 영국군 총사령부는 험한 산악지대와 옛 모습을 간직한 영국 북부, 스코틀랜드 지방의 '산림감시대원'과 '사냥꾼'(이들을 합쳐서 -로뱃 정찰대-라고 부른다) 들을 초빙하였고, 그들과 독일군 저격수들을 맞붙게 하였다.이 때, '산림감시대원'이 밀렵꾼들을 구속하기 위해 위장할 때 입었던 옷이 '길리 슈트'이다. 이로 인해 '길리 슈트'라고 하면 영국제를 생각하게 되었으며, 현재도 SAS 등의 특수부대의 저격수들이 산악이나, 산림지대에서의 작전 시에 길리 슈트를 착용한다.

## 역사
길리 슈트는 스코틀랜드의 양치기가 휴대용 사냥용 옷으로 개발한 것이다. 2차 보어 전쟁 기간에 영국 육군이 결성한 스코틀랜드 고원 연대 (Lovat Scouts)는 길리 슈트를 사용한 최초의 군사 집단이다.

## 같이 보기
- 저격수